# Bob Weston
Bob Weston är en amerikansk musiker, musikproducent och ljudtekniker från Waltham, Massachusetts. Som musiker är han mest känd för att vara basgitarristen i banden Volcano Suns och Shellac. Under somrarna 1985–1987 var han med i musikkåren Garfield Cadets Drum and Bugle Corps, där han spelade på olika blåsinstrument; Weston spelar fortfarande trumpet. 1988 utbildade han sig till elektrotekniker i Massachusetts och han fick i uppdrag att mixa konsertuppträdanden av bland annat Pixies och Blake Babies. 1987 gick Weston med i Volcano Suns, 1991 gick han med i Shellac och 2002 gick han med i Mission of Burma. Tidigt under 2007 öppnade han Chicago Mastering Service, tillsammans med Jason Ward, i Chicago.